# Nécropole nationale du Rayol-Canadel-sur-Mer
La nécropole nationale du Rayol-Canadel-sur-Mer est un cimetière militaire situé dans la commune du Rayol-Canadel-sur-Mer, en France.

## Description
Le cimetière rassemble les tombes de 13 soldats français morts lors de la Seconde Guerre mondiale. Il s'agit de soldats appartenant au commando Texier morts lors du Débarquement de Provence de 1944. L'adjudant-chef Noël Texier, qui y est également enterré, serait le premier mort du débarquement de Provence. Cinq tombes sont vides, les corps ayant été rendus aux familles.
Le cimetière comprend également une stèle consacrée des commandos d'Afrique et une plaque commémorative au général Georges-Régis Bouvet.
Le cèdre à l'entrée de la nécropole a été planté le 8 mai 1975 par des « Enfants de France en mémoire des combattants et des victimes de la guerre 1939-1945 ».

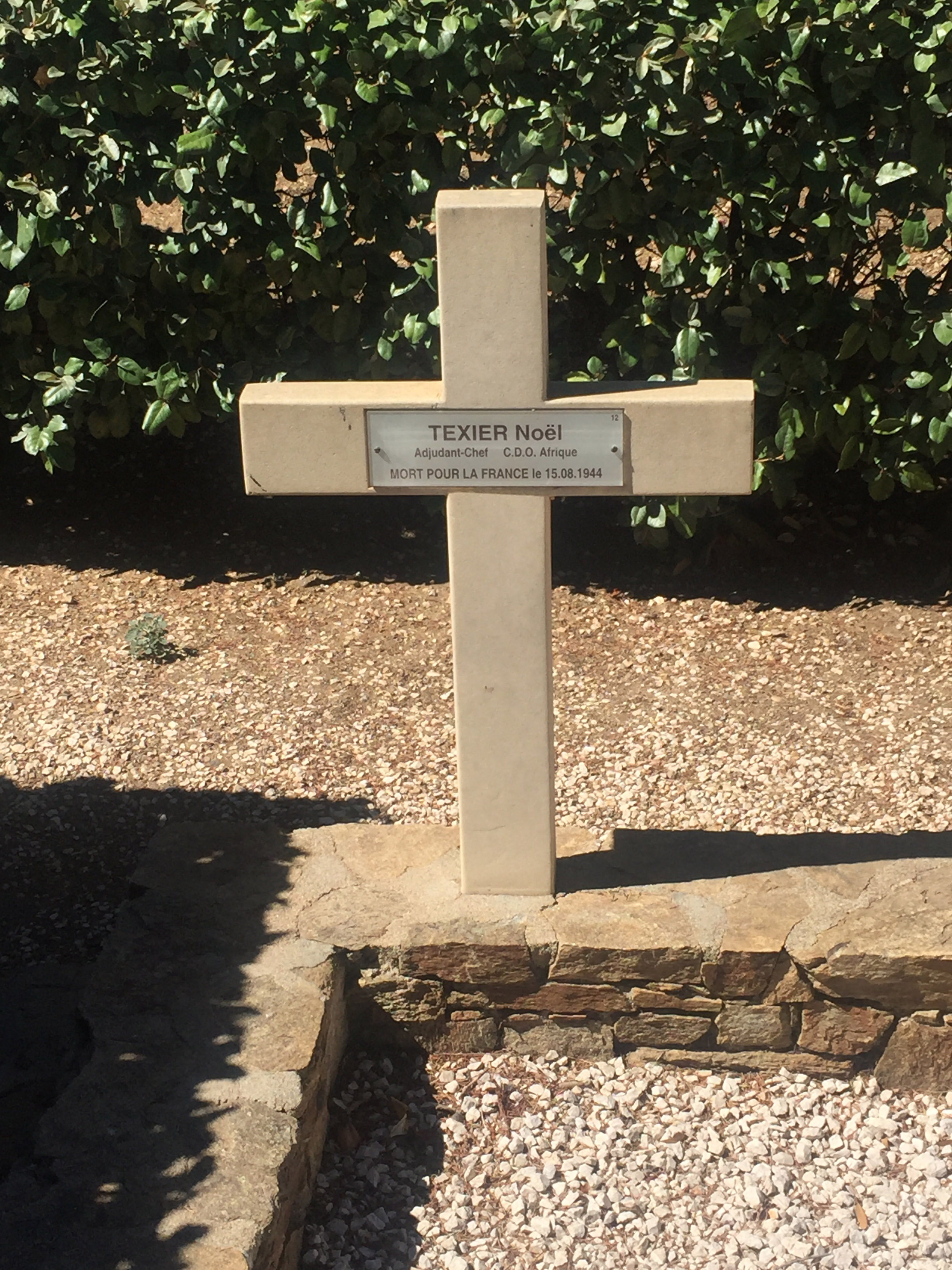
Tombe de Noël Texier.
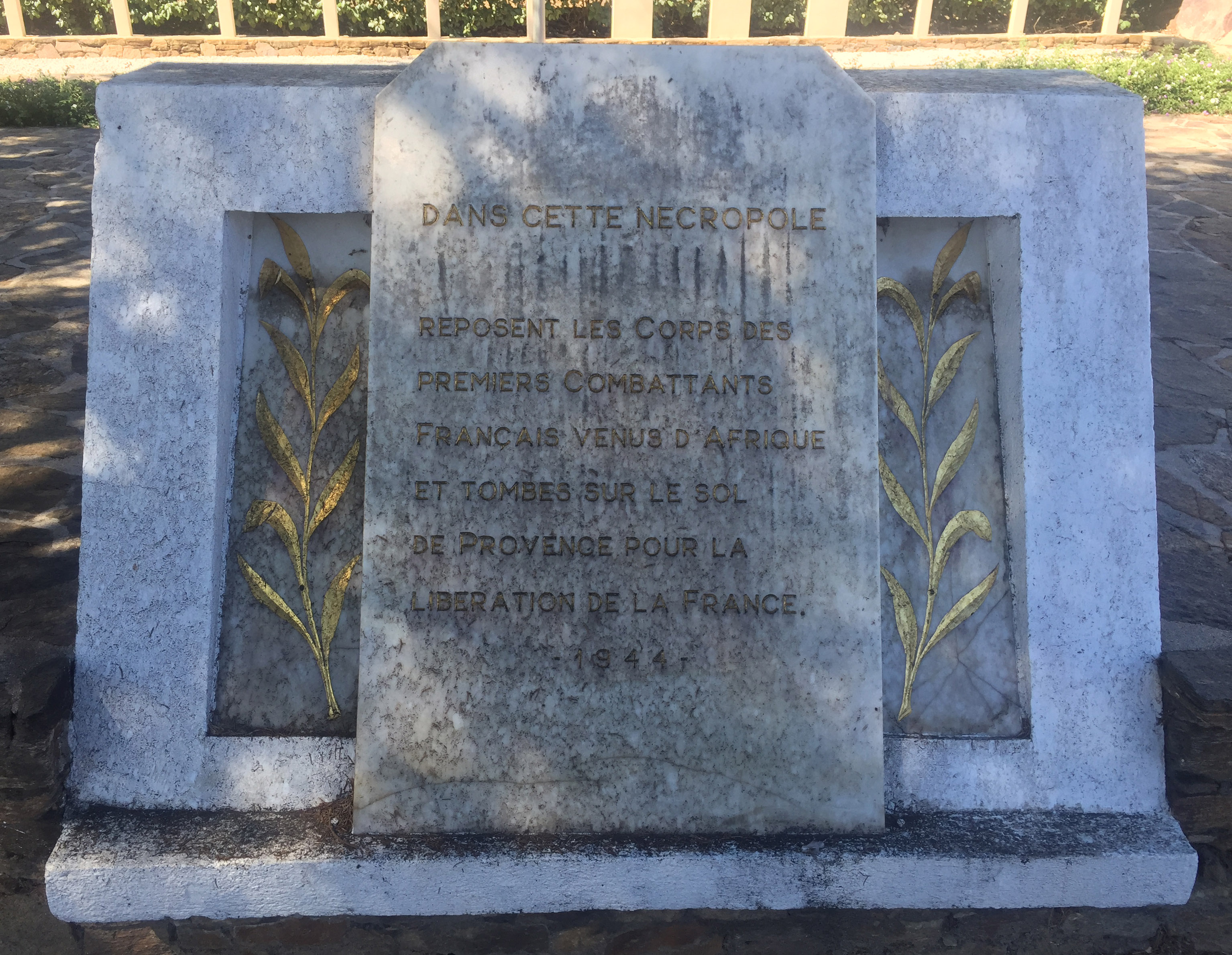
Stèle/plaque commémorative principale.
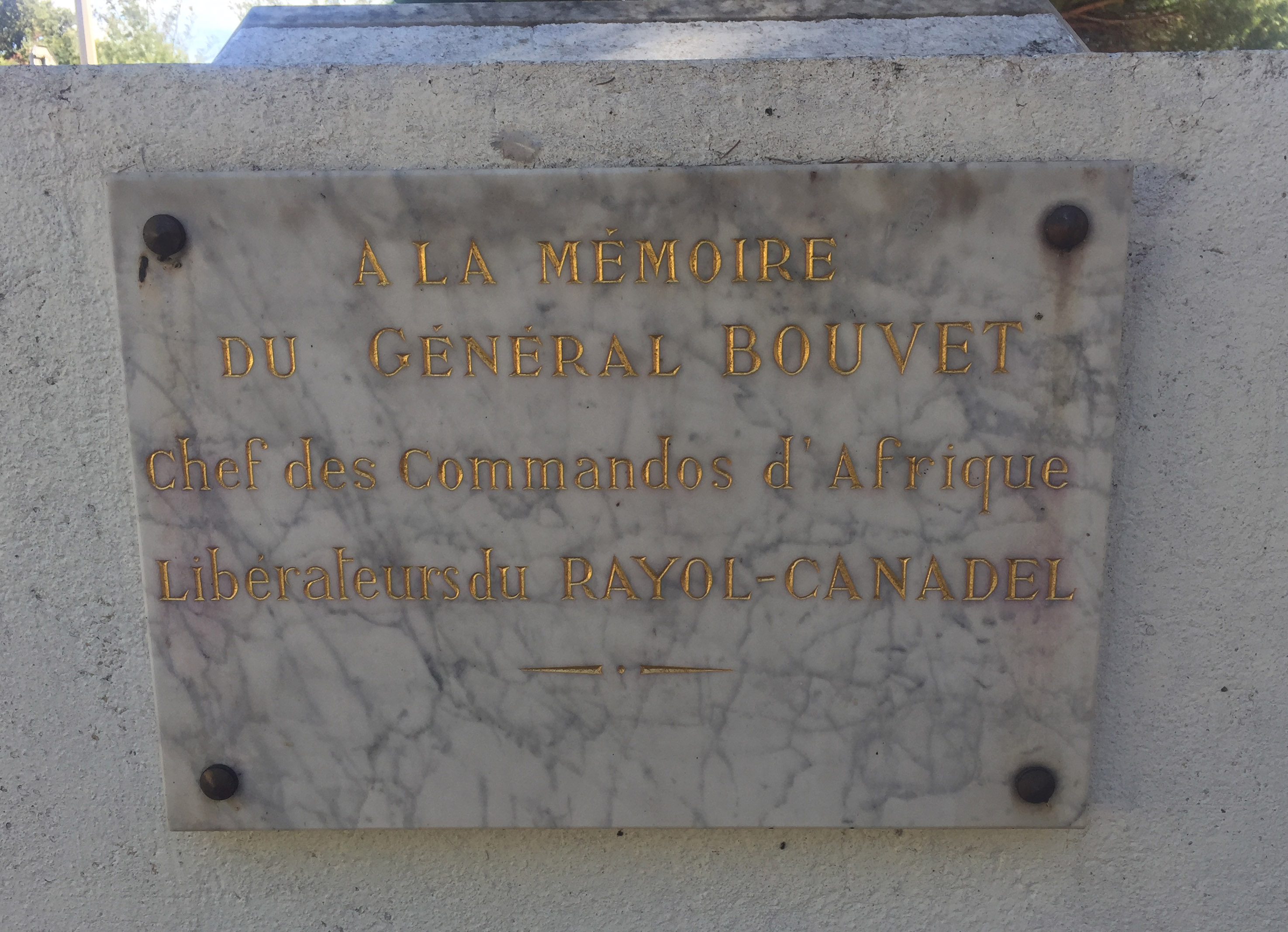
Plaque commémorative au Général Bouvet.